# The Beginning (álbum de Black Eyed Peas)
The Beginning é o sexto álbum de estúdio do grupo de hip-hop americano The Black Eyed Peas. O álbum foi lançado em 26 de novembro de 2010 pela Universal Music. O primeiro single, "The Time (Dirty Bit)", foi lançado em 9 de dezembro de 2010. O álbum estreou na #3 posição na Billboard 200, com vendas na primeira semana de 197 mil cópias nos Estados Unidos.

## Antecedentes
Em 6 de junho de 2010, a banda confirmou que eles estavam trabalhando em um novo álbum em entrevista para a The Big Issue. O álbum foi descrito como uma "sequela" do álbum anterior The E.N.D.. Will.i.am anunciou que o novo álbum "simboliza o crescimento, novos começos, e começa uma nova perspectiva fresca", por isso, intitulado The Beginning sendo lançado em 30 de novembro de 2010. O álbum foi oficialmente anunciado em um comunicado de imprensa em 26 de outubro de 2010.
Algumas canções foram disponibilizadas como singles promocionais para o lançamento do álbum. O primeiro, "Do It Like This", foi lançado em 15 de novembro de 2010. e a segunda promoção, "Light Up the Night", em 22 de novembro de 2010. The Beginning foi uma parte de "coisas favoritas de Oprah" e a audiência foi dado ao álbum 11 dias antes do seu lançamento oficial. Um estádio está previsto para o início da turnê The Beginning World Tour, em fevereiro de 2011. Tendo anteriormente realizados em estádios da América do Sul durante a turnê The E.N.D. World Tour, Will.i.am revelou que em estádios, seria o ideal.

## Singles
- "The Time (Dirty Bit)" foi lançado como o primeiro single de The Beginning em 5 de novembro de 2010. Ele estreou no Estados Unidos na rádio em 16 de novembro de 2010. O single conseguiu alcançar o quarto lugar na Billboard Hot 100, além também de ter entrado em várias paradas de todo o mundo.[9][10]

- "Just Can't Get Enough" é o segundo single do álbum, e foi lançado em 8 de fevereiro. O single conseguiu alcançar o 3º lugar na Billboard Hot 100.[11]

- "Don't Stop the Party" é o terceiro single do álbum, foi lançado nas rádios no dia 28 de junho de 2011. Seu clipe foi gravado durante a The E.N.D. World Tour no Brasil e contém imagens desses shows.

- "XOXOXO" é o quarto single que foi lançado em 5 de Outubro de 2011. Seu clipe apresenta uma outra versão dos Black Eyed Peas os "Baby Peas", que são animações.Eles fizeram uma breve participação no clipe de The Time (Dirty Bit). não entrou em nenhum chart causando o cancelamento do lançamento no Canadá, que seria no dia 31 de Outubro

- "Whenever" é o quinto single em alguns países e o quarto no Canadá, foi lançada na França como single digital no dia 26 de Novembro de 2011. E em outros países a partir do dia [30 de Setembro][12] A canção alcançou a posição de número 15 na França e 38 na Bélgica.[12]

### Singles promocionais
Assim como aconteceu no The E.N.D., foram lançados 2 singles promocionais como parte da contagem regressiva para promover o álbum. "Do It Like This foi lançada como o primeiro single promocional no iTunes, no dia 15 de novembro de 2010. Já a canção "Light Up the Night foi lançada como segundo single promocional no dia 22 de novembro de 2010.

### Outras canções
- "Someday" fez parte do filme Encontro Explosivo (2010) e entrou nas paradas do Canadá na posição de número oitenta.[15]

- "Love You Long Time" entrou na parada dance do Reino Unido, a UK Dance Chart, na posição de número trinta e seis.[16]

## Recepção

### Desempenho comercial
O álbum estreou na #6 posição no Billboard 200, com vendas na primeira semana de 119 mil cópias nos Estados Unidos. É o seu terceiro álbum que está incluído nas 10 primeiros álbuns, mas seu nível mais baixo foi do gráfico foi com o álbum Elephunk, que culminaram na #14 posição em 2003. Até 23 de janeiro de 2011, o álbum vendeu 441.600 cópias nos Estados Unidos.
No Reino Unido, o álbum estreou na #17 posição vendendo 34.006 cópias. Normalmente, vendendo mais de 30 mil cópias é suficiente para obter um álbum no "Top 3" ou até mesmo no primeiro lugar, no entanto, devido a concorrência forte do outono, não estreia no "Top 10" devido a performance no X-Factor que aumentou 8 posições para o número 9, passando 3 semanas no "Top 10". No Canadá, ele estreou na #2 posição vendendo 27.400 cópias em sua primeira semana, sendo mantidas no primeiro lugar por uma margem de 200 cópias atrás de Susan Boyle, com o álbum The Gift. O álbum estreou na França, vendendo 35.653 cópias em sua primeira semana. É a terceira vez consecutiva que Black Eyed Peas alcança a primeira posição no país.
Na Alemanha, o álbum estreou na #5 posição, começando a cair lentamente. Na sua terceira semana, o álbum estava na #9 posição, mas podendo ir para a #7 na semana seguinte. Graças ao sucesso do single "The Time (The Dirty Bit)", o álbum subiu de número 7 para a de número 2, em sua quinta semana foi subiu estando no pico.

### Recepção da crítica
| Críticas profissionais | Críticas profissionais |
| Avaliações da crítica  | Avaliações da crítica  |
| Fonte                  | Avaliação              |
| ---------------------- | ---------------------- |
| Allmusic               | [ 23 ]                 |
| Billboard              | [ 24 ]                 |
| Chicago Tribune        | [ 25 ]                 |
| Entertainment.ie       | [ 26 ]                 |
| Entertainment Weekly   | (B+)                   |
| The Guardian           | [ 28 ]                 |
| The Independent        | (                      |
| musicOHM               | [ 30 ]                 |
| The New York Times     | (negativo)             |
| Rolling Stone          | [ 32 ]                 |
| Spin                   | [ 33 ]                 |

## Faixas
- Todas as canções foram escritas por William Adams; escritores adicionais estão indicados abaixo.

| Standard Edition |                              |                                                |         |  |
| N.º              | Título                       | Produzido por                                  | Duração |  |
| 1.               | "The Time (The Dirty Bit)"   | will.i.am, DJ Ammo                             | 5:08    |  |
| 2.               | "Light Up the Night"         | will.i.am                                      | 4:21    |  |
| 3.               | "Love You Long Time"         | will.i.am                                      | 3:45    |  |
| 4.               | "XOXOXO"                     | will.i.am                                      | 3:45    |  |
| 5.               | "Someday"                    | will.i.am, Free School                         | 4:33    |  |
| 6.               | "Whenever"                   | will.i.am                                      | 3:16    |  |
| 7.               | "Fashion Beats"              | will.i.am, DJ Ammo                             | 5:19    |  |
| 8.               | "Don't Stop the Party"       | DJ Ammo, will.i.am                             | 6:07    |  |
| 9.               | "Do It Like This"            | DJ Ammo                                        | 5:29    |  |
| 10.              | "The Best One Yet (The Boy)" | will.i.am, David Guetta, Giorgio Tuinfort      | 4:25    |  |
| 11.              | "Just Can't Get Enough"      | will.i.am, DJ Ammo, Rodney "Darkchild" Jerkins | 3:39    |  |
| 12.              | "Play It Loud"               | Free School                                    | 4:21    |  |

| N.º | Título                            | Duração |  |
| 13. | "Meet Me Halfway - DJ Ammo Remix" |         |  |

| Deluxe Edition |                 |                            |         |  |
| N.º            | Título          | Produzido por:             | Duração |  |
| 13.            | "The Situation" | apl.de.ap, Replay, DJ Ammo | 3:45    |  |
| 14.            | "The Coming"    | will.i.am                  | 4:19    |  |
| 15.            | "Own It"        | will.i.am                  | 3:13    |  |

| Super Deluxe Edition |                                             |                                                             |                                           |         |  |
| N.º                  | Título                                      | Letras                                                      | Produzido por:                            | Duração |  |
| 16.                  | "Everything Wonderful" (feat. David Guetta) | Adams, Baptiste, Tuinfort, Guetta, Pineda                   | David Guetta, Sandy Vee, Giorgio Tuinfort | 4:03    |  |
| 17.                  | "Phenomenon"                                | Adams, Alvarez, Baptiste, Buendia, Ferguson, Pineda         | will.i.am, Sandy Vee, Giorgio Tuinfort    | 3:40    |  |
| 18.                  | "Take It Off"                               | Adams, Alvarez, Baptiste, Buendia, Ferguson, Pineda, Okgowu | DJ Ammo, will.i.am, Labrinth              | 3:41    |  |

| Super Deluxe Edition (Disco 2 – The Best of The E.N.D.) |                   |                                                                          |                                                  |         |  |
| N.º                                                     | Título            | Letras                                                                   | Produzido por:                                   | Duração |  |
| 1.                                                      | "Boom Boom Pow"   | Adams, Pineda, Ferguson, Gomez                                           | will.i.am, Jean Baptiste, Poet Name Life         | 4:11    |  |
| 2.                                                      | "I Gotta Feeling" | Adams, Pineda, Ferguson, Gomez, Guetta, Riesterer                        | David Guetta, Frédéric Riesterer                 | 4:49    |  |
| 3.                                                      | "Meet Me Halfway" | Adams, Pineda, Ferguson, Gomez, Harris, Baptiste, Sylvia Gordon          | Keith Harris, will.i.am                          | 4:44    |  |
| 4.                                                      | "Imma Be"         | Adams, Pineda, Ferguson, Gomez, Harris, J. Tankel, D. Foder, T           | Keith Harris, will.i.am                          | 4:17    |  |
| 5.                                                      | "Rock That Body"  | Guetta, Mark Knight, Adam Walder, Baptiste, Jamie Munson, Robert Ginyard | David Guetta, will.i.am, Mark Knight, Funkagenda | 4:32    |  |

Amostra de créditos
- "The Time (The Dirty Bit)" contém créditos da canção "(I've Had) The Time of My Life", originalmente interpretada por Bill Medley e Jennifer Warnes em 1987 no filme Dirty Dancing.[36]
- "Light Up the Night" contém créditos de "Children's Story" de Slick Rick.
- "Love You Long Time" contém créditos de "Give It Up" de KC and the Sunshine Band.
- "Fashion Beats" contém créditos de "My Forbidden Lover" de Chic.[37]

## Desempenho nas paradas
| Parada                          | País           | Melhor Posição |
| ------------------------------- | -------------- | -------------- |
| Australian ARIA Albums Chart    | Austrália      | 9              |
| Austrian Albums Chart           | Áustria        | 15             |
| Belgian Albums Chart (Flanders) | Bélgica        | 13             |
| Belgian Albums Chart (Wallonia) | Bélgica        | 2              |
| Brasil Albums Chart             | Brasil         | 1              |
| Canadian Albums Chart           | Canadá         | 2              |
| Czech Albums Chart              | Chéquia        | 18             |
| UK Albums Chart                 | Reino Unido    | 9              |
| Dutch Albums Chart              | Países Baixos  | 34             |
| Billboard 200                   | Estados Unidos | 3              |
| French Albums Chart             | França         | 1              |
| German Downloads Chart          | Alemanha       | 1              |
| German Albums Chart             | Alemanha       | 5              |
| New Zealand Albums Chart        | Nova Zelândia  | 12             |